# Férfi egyéni műkorcsolya az 1948. évi téli olimpiai játékokon
Az 1948. évi téli olimpiai játékokon a műkorcsolya férfi egyéni versenyszámát február 2. és 5. között rendezték. Az aranyérmet az amerikai Dick Button nyerte. A Magyarországot képviselő Király Ede az 5. helyen végzett.

## Eredmények
Kilenc bíró pontozta a versenyzőket. A pontok alapján a bírók mindegyikénél külön-külön kialakult egy sorrend, az egyes szakaszokban (kötelező elemek, kűr) és az összesítésnél is, ez egy helyezési pontszámot is jelentett. Az egyes szakaszok, valamint az összesítés eredménye a következő kritériumok alapján alakult ki:
1. „Többségi helyezések száma”. Az a versenyző végzett előrébb, akit a bírók többsége előrébb rangsorolt. A bírók többsége azt jelentette, hogy a legjobb 5 helyezést adó bíró helyezési pontszámait vették figyelembe, de ha az 5. bíró helyezésével még volt azonos helyezés, akkor az(oka)t is figyelembe vették. Ezt az adatot tartalmazza az oszlop. (Pl. a „6×3+” azt jelenti, hogy a versenyző 6 bírónál az első 3 hely valamelyikén végzett.)
2. „Helyezések összege” (az összes bíró helyezési pontszámainak összege)
3. „Pont” (az összes bíró által adott összpontszám)
4. A kötelező elemek pontszáma

### Kötelező elemek
A kötelező programot február 2-án rendezték.
| Hely. | Versenyző            | Nemzet                 | Többségi helyezések száma | Helyezések összege | Pont  |
| ----- | -------------------- | ---------------------- | ------------------------- | ------------------ | ----- |
| 1.    | Dick Button          | Egyesült Államok (USA) | 6×1+                      | 14,0               | 994,7 |
| 2.    | Hans Gerschwiler     | Svájc (SUI)            | 6×2+                      | 20,0               | 965,1 |
| 3.    | Edi Rada             | Ausztria (AUT)         | 5×3+                      | 33,5               | 941,0 |
| 4.    | John Lettengarver    | Egyesült Államok (USA) | 5×4+                      | 44,0               | 916,3 |
| 5.    | Király Ede           | Magyarország (HUN)     | 5×4+                      | 47,0               | 922,1 |
| 6.    | Graham Sharp         | Nagy-Britannia (GBR)   | 5×5+                      | 47,5               | 909,8 |
| 7.    | Hellmut May          | Ausztria (AUT)         | 5×6+                      | 64,0               | 893,2 |
| 8.    | Helmut Seibt         | Ausztria (AUT)         | 6×8+                      | 71,0               | 882,9 |
| 9.    | James Grogan         | Egyesült Államok (USA) | 5×9+                      | 80,0               | 867,4 |
| 10.   | Ladislav Čáp         | Csehszlovákia (TCH)    | 6×10+                     | 88,0               | 859,0 |
| 11.   | Fernand Leemans      | Belgium (BEL)          | 5×11+                     | 98,5               | 838,0 |
| 12.   | Zdeněk Fikar         | Csehszlovákia (TCH)    | 6×12+                     | 107,0              | 819,0 |
| 13.   | Wallace Diestelmeyer | Kanada (CAN)           | 6×13+                     | 116,5              | 809,1 |
| 14.   | Karl Enderlin        | Svájc (SUI)            | 5×14+                     | 124,0              | 796,7 |
| 15.   | Per Cock-Clausen     | Dánia (DEN)            | 5×14+                     | 132,0              | 785,5 |
| 16.   | Carlo Fassi          | Olaszország (ITA)      | 5×15+                     | 137,0              | 764,9 |

### Kűr
| Hely. | Versenyző            | Nemzet                 | Többségi helyezések száma | Helyezések összege | Pont  |
| ----- | -------------------- | ---------------------- | ------------------------- | ------------------ | ----- |
| 1.    | Dick Button          | Egyesült Államok (USA) | 9×1+                      | 9,0                | 725,9 |
| 2.    | John Lettengarver    | Egyesült Államok (USA) | 5×3+                      | 27,5               | 671,3 |
| 3.    | Hans Gerschwiler     | Svájc (SUI)            | 5×3+                      | 30,5               | 665,0 |
| 4.    | Edi Rada             | Ausztria (AUT)         | 5×4+                      | 37,0               | 662,2 |
| 5.    | Király Ede           | Magyarország (HUN)     | 7×5+                      | 42,5               | 647,5 |
| 6.    | James Grogan         | Egyesült Államok (USA) | 5×5+                      | 48,5               | 651,0 |
| 7.    | Hellmut May          | Ausztria (AUT)         | 5×8+                      | 82,0               | 597,8 |
| 8.    | Graham Sharp         | Nagy-Britannia (GBR)   | 6×11+                     | 88,0               | 593,6 |
| 9.    | Wallace Diestelmeyer | Kanada (CAN)           | 6×10+                     | 89,0               | 597,8 |
| 10.   | Karl Enderlin        | Svájc (SUI)            | 6×11+                     | 95,0               | 591,5 |
| 11.   | Ladislav Čáp         | Csehszlovákia (TCH)    | 6×11+                     | 98,0               | 583,1 |
| 12.   | Helmut Seibt         | Ausztria (AUT)         | 5×11+                     | 97,5               | 581,0 |
| 13.   | Fernand Leemans      | Belgium (BEL)          | 5×12+                     | 107,0              | 582,4 |
| 14.   | Zdeněk Fikar         | Csehszlovákia (TCH)    | 5×12+                     | 113,0              | 568,4 |
| 15.   | Carlo Fassi          | Olaszország (ITA)      | 7×15+                     | 126,0              | 548,8 |
| 16.   | Per Cock-Clausen     | Dánia (DEN)            | 9×16+                     | 135,0              | 524,3 |

### Végeredmény
| Helyezés | Versenyző            | Nemzet                 | Helyezési pontszámok bírónként | Helyezési pontszámok bírónként | Helyezési pontszámok bírónként | Helyezési pontszámok bírónként | Helyezési pontszámok bírónként | Helyezési pontszámok bírónként | Helyezési pontszámok bírónként | Helyezési pontszámok bírónként | Helyezési pontszámok bírónként | Több. hely. száma | Hely. össz. | Pont   |
| Helyezés | Versenyző            | Nemzet                 | 1                              | 2                              | 3                              | 4                              | 5                              | 6                              | 7                              | 8                              | 9                              | Több. hely. száma | Hely. össz. | Pont   |
| -------- | -------------------- | ---------------------- | ------------------------------ | ------------------------------ | ------------------------------ | ------------------------------ | ------------------------------ | ------------------------------ | ------------------------------ | ------------------------------ | ------------------------------ | ----------------- | ----------- | ------ |
| Arany    | Dick Button          | Egyesült Államok (USA) | 1,0                            | 2,0                            | 1,0                            | 1,0                            | 1,0                            | 1,0                            | 1,0                            | 1,0                            | 1,0                            | 8×1+              | 10          | 1720,6 |
| Ezüst    | Hans Gerschwiler     | Svájc (SUI)            | 2,0                            | 1,0                            | 5,0                            | 2,0                            | 3,0                            | 2,0                            | 3,0                            | 2,0                            | 3,0                            | 5×2+              | 23          | 1630,1 |
| Bronz    | Edi Rada             | Ausztria (AUT)         | 7,0                            | 3,0                            | 3,0                            | 3,0                            | 2,0                            | 3,0                            | 4,0                            | 6,0                            | 2,0                            | 6×3+              | 33          | 1603,2 |
| 4.       | John Lettengarver    | Egyesült Államok (USA) | 3,0                            | 4,0                            | 2,0                            | 5,0                            | 6,0                            | 4,0                            | 2,0                            | 3,0                            | 7,0                            | 6×4+              | 36          | 1587,6 |
| 5.       | Király Ede           | Magyarország (HUN)     | 5,0                            | 5,0                            | 6,0                            | 4,0                            | 4,0                            | 5,0                            | 5,0                            | 4,0                            | 4,0                            | 8×5+              | 42          | 1569,6 |
| 6.       | James Grogan         | Egyesült Államok (USA) | 6,0                            | 7,0                            | 4,0                            | 8,0                            | 10,0                           | 6,0                            | 6,0                            | 5,0                            | 10,0                           | 5×6+              | 62          | 1518,4 |
| 7.       | Graham Sharp         | Nagy-Britannia (GBR)   | 4,0                            | 9,0                            | 10,0                           | 7,0                            | 8,0                            | 10,0                           | 7,0                            | 7,0                            | 5,0                            | 5×7+              | 67          | 1503,4 |
| 8.       | Hellmut May          | Ausztria (AUT)         | 8,0                            | 6,0                            | 9,0                            | 6,0                            | 5,0                            | 9,0                            | 11,0                           | 8,0                            | 6,0                            | 6×8+              | 68          | 1491,0 |
| 9.       | Helmut Seibt         | Ausztria (AUT)         | 10,0                           | 8,0                            | 7,0                            | 10,0                           | 7,0                            | 8,0                            | 12,0                           | 9,0                            | 8,0                            | 5×8+              | 79          | 1463,9 |
| 10.      | Ladislav Čáp         | Csehszlovákia (TCH)    | 9,0                            | 13,0                           | 13,0                           | 9,0                            | 9,0                            | 12,0                           | 9,0                            | 13,0                           | 9,0                            | 5×9+              | 96          | 1442,1 |
| 11.      | Fernand Leemans      | Belgium (BEL)          | 14,0                           | 11,0                           | 11,0                           | 13,0                           | 11,0                           | 7,0                            | 13,0                           | 12,0                           | 12,0                           | 6×12+             | 104         | 1420,4 |
| 12.      | Wallace Diestelmeyer | Kanada (CAN)           | 13,0                           | 14,0                           | 12,0                           | 12,0                           | 12,0                           | 11,0                           | 14,0                           | 11,0                           | 11,0                           | 6×12+             | 110         | 1406,9 |
| 13.      | Zdeněk Fikar         | Csehszlovákia (TCH)    | 12,0                           | 12,0                           | 15,0                           | 11,0                           | 13,0                           | 13,0                           | 10,0                           | 15,0                           | 13,0                           | 7×13+             | 114         | 1387,4 |
| 14.      | Karl Enderlin        | Svájc (SUI)            | 11,0                           | 10,0                           | 8,0                            | 15,0                           | 15,0                           | 14,0                           | 8,0                            | 14,0                           | 15,0                           | 6×14+             | 110         | 1388,2 |
| 15.      | Carlo Fassi          | Olaszország (ITA)      | 16,0                           | 15,0                           | 14,0                           | 14,0                           | 14,0                           | 16,0                           | 16,0                           | 16,0                           | 14,0                           | 5×15+             | 135         | 1313,7 |
| 16.      | Per Cock-Clausen     | Dánia (DEN)            | 15,0                           | 16,0                           | 16,0                           | 16,0                           | 16,0                           | 15,0                           | 15,0                           | 10,0                           | 16,0                           | 9×16+             | 135         | 1309,8 |